# Нащёкино (Тамбовская область)
Нащёкино — деревня в Инжавинском районе Тамбовской области России. Входит в состав Караульского сельсовета.

## География
Деревня находится в юго-восточной части Тамбовской области, в лесостепной зоне, на левом берегу реки Ворона, на расстоянии примерно 10 км (по прямой) к юго-западу от Инжавино, административного центра района.

### Климат
Климат умеренно континентальный, относительно сухой, с холодной продолжительной зимой и тёплым летом. Среднегодовая температура воздуха — 4,5 °C. Средняя температура воздуха самого холодного месяца (января) — −11 °C (абсолютный минимум — −33 °C); самого тёплого месяца (июля) — 19,7 °C (абсолютный максимум — 40 °С). Безморозный период длится 162 дня. Среднегодовое количество атмосферных осадков составляет около 450—570 мм, из которых большая часть выпадает в период с мая по сентябрь. Продолжительность залегания снежного покрова составляет в среднем 134 дня.

### Часовой пояс
Деревня Нащёкино, как и вся Тамбовская область, находится в часовой зоне МСК (московское время). Смещение применяемого времени относительно UTC составляет +3:00.

## Население
| 2010 |
| ---- |
| 6    |

### Половой состав
По данным Всероссийской переписи населения 2010 года, в гендерной структуре населения мужчины составляли 33,3 %, женщины — соответственно 66,7 %.

### Национальный состав
Согласно результатам переписи 2002 года, в национальной структуре населения русские составляли 100 % из 11 чел.

## Известные уроженцы
- Липатов, Михаил Афанасьевич (1870—1934) — русский крестьянин, депутат Государственной думы II созыва.